# Casa senyorial (Mont-ral)
La Casa senyorial és una obra de Mont-ral (Alt Camp) inclosa a l'Inventari del Patrimoni Arquitectònic de Catalunya.

## Descripció
La casa està situada al carrer principal del nucli. Es tracta d'un edifici de grans dimensions que ocupa bona part del carrer. És format per planta baixa, pis i golfes. La façana principal té com a elements remarcables la porta d'accés, d'arc de mig punt amb dovelles de pedra, dues finestres rectangulars amb motllures i una finestra petita d'arc de mig punt. L'edifici es corona amb un ràfec sostingut per petites cartel·les. A la façana posterior hi ha contraforts.

## Història
L'origen d'aquesta casa es pot situar en l'època medieval, moment de formació del nucli de l'Aixàviga. És probable que hagués estat lloc de residència dels comtes de Prades.